# Mindustry
Mindustry je sandboxová realtimová strategie typu tower defense, jež se zaměřuje na sběr surovin a obranu základny před stále většími vlnami nepřátel. Hra byla vydána v roce 2017 vývojářem Anuke a je dostupná na mobilních zařízeních se systémy Android a iOS a osobních počítačích s Microsoft Windows, Linux a macOS.

## Hratelnost

### Průběh hry
Hra začíná přistáním jakéhosi jádra v jednom ze sektorů neznámé planety jménem Serpulo. Hráč zaujme roli drona obsluhující toto jádro s úkolem vystavět kolem něj základnu sbírající a vyrábějící nové suroviny, ochránit jej před nepřáteli a postupně tak daný sektor zabrat. Konečným cílem hry je ovládnout celou planetu. K tomu mu pomáhá široká škála vyzkoumatelných budov, továren, střílen atd. Hráč postupně zabírá další sektory na planetě, přičemž se nejen stupňuje obtížnost, ale odemyká se mu i přístup k lepším materiálům. Některé sektory navrch toho obsahují i nepřátelskou základnu, kterou obsluhují nepřátelské drony. V těchto sektorech je úkolem hráče nejen se bránit proti stále těžším vlnám nepřátel, ale také zničit nepřátelskou základnu výrobou a vysíláním do útoku svých jednotek. To zajišťuje, že průběh hry by nikdy neměl být moc repetitivní. Hra končí (prozatím v daném sektoru) když dojde buď k zabrání daného sektoru, či zničení jádra hráče. Dobrou zprávou však je, že nedotčená část hráčovy základny v daném sektoru zůstane, takže až se tam opět vrátí, bude moci její zbytky opět použít.

### Nepřátelé
Hra obsahuje širokou škálu nepřátel rozdělených na tři základní třídy: pozemní, vodní a vzdušní nepřátelé. Tyto základní třídy jsou dále různě rozvětvené, ovšem nepřátel neexistuje tolik, takže si je hráč může alespoň zhruba pamatovat všechny. Nepřátelé se dále dělí na úrovně od 1. do 5. úrovně. Jednotky nepřátel jsou identické s jednotkami, které může sám hráč postavit a využít ve svůj prospěch. Každá další úroveň jednotek vyžaduje na vylepšení speciální vylepšovací továrny, které mají postupně vyšší a vyšší nároky na suroviny potřebné k vylepšení dané jednotky.

### Logické procesory
Mindustry obsahuje tři programovatelné bloky, nazvané "procesory", které je možno plně programovat pro lepší automatizaci, zobrazování pokročilých informací, či prosté kreslení na logické displeje. Procesory mají také schopnost ovládat přátelské vzdušné jednotky, čímž je hráč může využít k otevření dalších možností transportu surovin.

### Multiplayer
Mindustry obsahuje kromě standardní kampaně i multiplayerový mód, kde je možno hrát nejen přes LAN, ale také se připojit na veřejné servery ostatních hráčů. Tyto servery většinou bývají doplněny různými pluginy pro zlepšení chodu serveru. Hra na těchto serverech často může být velmi oddechová, jelikož se hráč může zaměřit na jeho oblíbené aspekty hry a nemusí se sám zabývat micromanagementem základny a její obrany. Mimo to hra probíhá úplně stejně jako v singleplayerovém módu, jen je zanevřena kampaň.

### Modding
Mindustry je open-source hra, což znamená, že její kód je zcela zpřístupněn veřejnosti. Díky tomu je možno hru zcela modovat. Samotná hra obsahuje menu pro výběr a následné zapnutí/vypnutí modů.

## Budoucnost hry
Příští[kdy?] velká aktualizace hry (V.8) by sebou měla přinést jednotky a nepřátele který nejsou roboti ale hmyz a jiné formy života který vznikli z Neoplasmu a snaží se převezmout planetu Erekir a infikovat ji. 